# Гергана
Вижте пояснителната страница за други значения на Гергана.
Гергана е българско женско име. Съответното мъжко име е Георги. Всички жени с името Гергана празнуват имен ден на Гергьовден, 6 май когато е празникът на българската армия.
Към края на 2009 година Гергана е седемнадесетото по разпространеност женско име в България, носено от около 26 000 души (0,66% от жените). То е и осмото най-често използвано женско име за родените през 2007 – 2009 година (1,04%).
Среща се често в българските народни песни.